# Chłopowo (Krzęcin)
Chłopowo [xwɔˈpɔvɔ] (deutsch Schwachenwalde) ist ein Dorf in  der Landgemeinde Gmina Krzęcin im Powiat Choszczeński (Arnswalder Kreis) der polnischen Woiwodschaft Westpommern.

## Geographische Lage
Chłopowo liegt in der Neumark, etwa 18 Kilometer südöstlich der Stadt Choszczno (Arnswalde) und 16 Kilometer nordwestlich der Stadt Dobiegniew (Woldenberg). Beim Ort entspringt der Fluss Faule Ihna.

## Geschichte

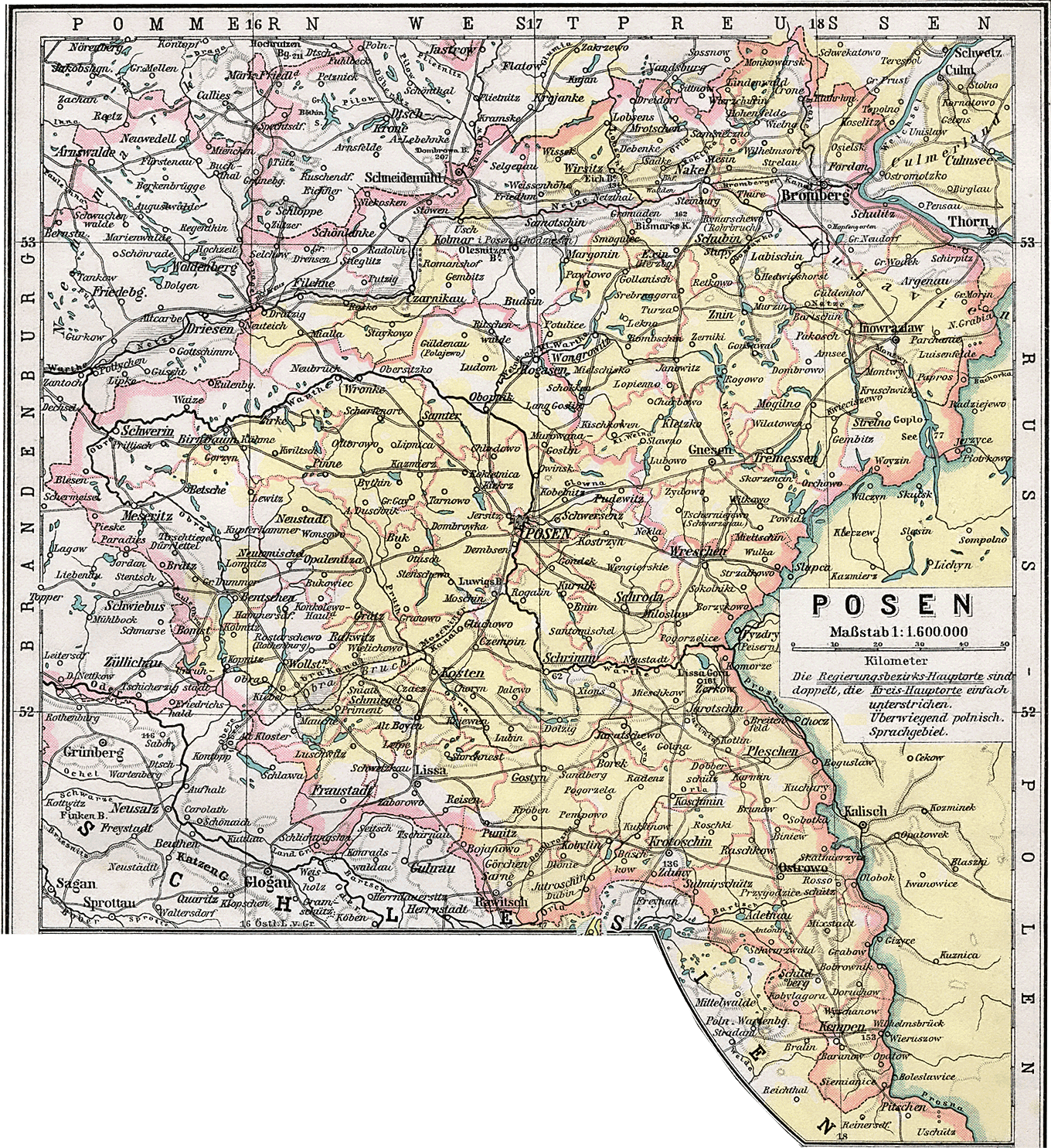
Schwachenwalde nordwestlich der Stadt Posen und etwa auf halbem Wege zwischen den beiden Städten Arnswalde und Woldenberg auf einer Landkarte der Provinz Posen von 1905 (gelb markierte Flächen kennzeichnen Gebiete mit seinerzeit mehrheitlich polnischsprachiger Bevölkerung).

Auf dem Gemeindegebiet hatten in der Vorzeit Pfahlbauten  gestanden,  die der Eisenzeit zugeordnet werden. Außerdem wurden hier kupferner Zierrat (Schmuckscheiben, Halsschmuck etc.) und andere Gegenstände aus der Bronzezeit aufgefunden. Der Zierrat und die weiteren Fundstücke, darunter ein Bronzeschwert, Lanzenspitzen, Messer und Sicheln, wurden an das Museum in Berlin weitergegeben.
Im Jahr 1337 hieß das Dorf Swakenwold und verfügte über drei Mühlen. 1340 kam die Dorfkirche und 1363 der ganze Ort villa Swechtenwolde an das Zisterzienser-Kloster Marienwalde. 1368 belehnte Markgraf Otto V. von Brandenburg die Familie  Alvensleben mit Schwachenwalde, und zwar die Brüder  Gebhard d. Ä., Heinrich, Gebhard d. J. und Werner. Im Jahr 1575 befand sich in  Schwachenwalde ein Eisenhammer. Um 1840 war Schwachenwalde ein Dorf mit einer Mutterkirche, einer Wasser- und einer Windmühle und einem Erbzins-Vorwerk, Hammergut genannt, Um die Mitte des 19. Jahrhunderts war Leonhard Gottschalk  Besitzer des Vorwerks.
Anfang des 20. Jahrhunderts befand sich die nächste Bahnstation in Augustwalde an der Eisenbahn-Strecke Stargard – Posen.
Bis 1945 gehörte das Dorf zum Landkreis Arnswalde, von 1816 bis 1939 zum Regierungsbezirk Frankfurt der preußischen Provinz Brandenburg, von 1939 bis 1945 im Regierungsbezirk Grenzmark Posen-Westpreußen der Provinz Pommern. Mit den Gemeinden Kranzin (polnisch: Krzęcin), Hitzdorf (Objezierze), Augustwalde (Rębusz) und Sophienhof (Przybysław) bildete Schwachenwalde  den Amtsbezirk Schwachenwalde im Amtsgerichtsbereich Arnswalde (Choszczno).
Gegen Ende des Zweiten Weltkriegs wurde die Region im Frühjahr 1945 von der Roten Armee besetzt. Bald darauf wurde Schwachenwalde Teil Polens. 
Das deutsche Dorf Schwachenwalde wurde in Chłopowo umbenannt.
Chłopowo wurde in das Powiat Choszczeński der Woiwodschaft Westpommern (bis 1998 Woiwodschaft Gorzów) eingegliedert.

## Einwohnerzahlen
- 1826: 460[8]
- 1840:  658[9]
- 1858:  813, darunter fünf Juden[2]
- 1871:  966[10]
- 1925:  843, darunter neun Katholiken, keine Juden[11]
- 1933:  804[12]
- 1939:  705[12]

## Persönlichkeiten
- Hans-Dieter Schmidt (1927–2007), Psychologe und Hochschullehrer